# Rustam Usmanowitsch Chamdamow
Rustam Usmanowitsch Chamdamow (* 24. Mai 1944 in Taschkent, Usbekische SSR, Sowjetunion) ist ein sowjetischer und russischer Filmregisseur, Drehbuchautor, Filmproduzent, Bühnen- und Kostümbildner. Sein Film „Anna Karamazoff“ wurde 1991 bei den Filmfestspielen von Cannes gezeigt.

## Leben und Werk
Rustam Chamdamow wurde am 24. Mai 1944 in Taschkent in eine usbekisch-tatarische Familie geboren. Seine Mutter, eine Tatarin, floh vor der Enteignung aus der Stadt Gurjew an die Ufer des Syr-Darja. Hier heiratete sie Usman Chamdamow, den Vater von Rustam Chamdamow. In der Pariser Zeitung Russkaja Mysl sagte Rustam Chamdamow:

“Мы жили в еврейском квартале, а через дорогу стоял дом Керенского. Моя няня была русская, бывшая хористка Нижегородского театра, она даже окрестила меня потихонечку. Работала она кастеляншей в ташкентском театре, и я часто сидел в золотой царской ложе, видел Плисецкую, слушал Пирогова и Барсову в ‘Русалке’ Даргомыжского”.

„Wir wohnten im jüdischen Viertel, und Kerenskis Haus stand auf der anderen Straßenseite. Meine Nanny war eine Russin, eine ehemalige Chorsängerin des Nischni-Nowgorod-Theaters, sie hat mich sogar leise getauft. Sie arbeitete als Haushälterin im Taschkenter Theater, und ich saß oft in der goldenen Königsloge, sah Plissezkaja, hörte Pirogov und Barsova in Dargomyschskis «Russalka».“

Als Jugendlicher weigerte sich Chamdamow dem Komsomol beizutreten. Er besuchte stattdessen die Abendschule in Taschkent und trat später in das Institut für Kinematographie (WGIK) in die Regisseurwerkstatt von Grigori Tschuchrai in Moskau ein. Während des Studiums drehte Chamdamow seinen ersten Film „W gorach mojo serdze“ nach einer Geschichte von William Saroyan. Beim WGIK-Festival wurde der Film ausgezeichnet. Aber das Kommunistische Parteikomitee des WGIK führte die Zensur studentischer Arbeiten ein. Es wurde verboten den Film öffentlich zu zeigen und das Negativ des Films wurde danach gestohlen.
In der Studienzeit arbeitete Chamdamow auch als Kostümdesigner für den Film „Ein Adelsnest“ unter der Regie von Andrei Michalkow-Kontschalowski aus dem Jahr 1969.
1969 absolvierte Chamdamow die WGIK. Andrei Michalkow-Kontschalowski half ihm dabei sich als Regisseur des Films „Netschajannyje radosti“ (1972–1974) zu profilieren. Die Hauptrollen sollten Jelena Solowei, Natalya Leblje und Tatjana Samoilowa übernehmen. Der Film sollte nach einem Drehbuch von Andrei Michalkow-Kontschalowski und Friedrich Gorenstein gedreht werden, das auf der Biographie von Wera Cholodnaja basiert. Der Regisseur hat jedoch sein eigenes in Zusammenarbeit mit Yevgeny Charitonov geschriebenes Drehbuch gedreht. Am Ende war der Film nicht fertig und Drehmaterial wurde auf Anweisung der Führung von Mosfilm zerstört. Filmoperator Ilya Minkovetsky rettete eine Teil des Materials, das es nicht in die Vollversion des Films schaffte. Später wurde der Film von Nikita Michalkow mit dem Titel „Sklavin der Liebe“ neu interpretiert.
1974 verließ Chamdamow Moskau und kehrte nach Taschkent zurück. 15 Jahre verbrachte Chamdamow in der inneren Emigration, blieb außerhalb der offiziellen Kinos und arbeitete in verschiedenen Genres der bildenden Kunst. Er gestaltete Aufführungen, skizzierte Kostüme für Theater, Ballett und westliche Haute-Couture-Häuser, malte Plakate und arbeitete heimlich im Kino.
1989 wurde Chamdamow eingeladen, Regisseur eines Films zu werden, in dem die Hauptrolle die französische Schauspielerin Jeanne Moreau spielen sollte. Der Film mit dem Namen „Anna Karamazoff“ war 1991 fertiggestellt. Nach einer Premiere bei den Filmfestspielen von Cannes wurde der Film vom französischen Produzenten Serge Silberman in Frankreich zurückgehalten und kam nie ins Kino, weil Chamdamow ohne die Zustimmung des Produzenten das Arbeitsmaterial seiner anderen unvollendeten Filmproduktion „Netschajannyje radosti“ in den Film eingefügt hat.
1992–1995 lebte Chamdamow, der ein Stipendium der Jacques-Chirac-Stiftung für herausragende Kulturschaffende erhielt, in Paris, wo er anonym Skizzen für europäische Modehäuser und amerikanische Juvelierkette „Russian World Gallery“ zeichnete.
Im Jahr 2004 erstellte Chamdamow Skizzen für Andrei Michalkow-Kontschalowskis Stück „Die Möwe“, das am Mossowjet-Theater uraufgeführt wurde.
2006 erschien das Filmkonzert „Wokalnyje paralleli“ mit kasachischen Opernsängern Bibigül Tölegenowa, Araksija Dawtjan, Rosa Schamanowa, Jerik Qurmanghalijew. Die Premiere fand am 16. November 2006 statt. Der Film wurde im Programm der Filmfestspiele in Venedig, des internationalen Festivals „goEast“ und anderen Kinowettbewerben aufgenommen. Die künstlerische Idee des Films ist gleichzeitig das Lebensbekenntnis des Künstlers Chamdamow:

«Это фильм-концерт. Оперные певцы - Араксия Давтян, Роза Джаманова, Эрик Курмангалиев - исполняют свои партии из Пуччини, Шумана, Россини. Рената Литвинова выходит, объявляет их и одновременно учит. Говорит, что в искусстве часто побеждает не талант, а посредственность, надо только выбрать правильную тактику и уметь идти на компромисс. А они плохо усваивают ее уроки, живут не так, поэтому им здесь не место. И они умирают. Потом летят на том свете на самолете, но все равно поют. Там, на небесах.»

„Es ist ein Filmkonzert. Opernsänger – Araksija Dawtjan, Rosa Schamanowa, Jerik Qurmanghalijew – führen ihre Partien aus Puccini, Schumann und Rossini auf. Renata Litvinova (Moderatorin) kommt heraus, kündigt sie an und unterrichtet sie gleichzeitig. Sie sagt, dass in der Kunst oft nicht Talent, sondern Mittelmäßigkeit gewinnt, man muss nur die richtige Taktik wählen und Kompromisse eingehen können. Aber sie lernen ihre Lektionen nicht, sie leben anders, deshalb gehören sie hier nicht hin. Und sie sterben. Dann fliegen sie mit dem Flugzeug im Jenseits, aber sie singen trotzdem. Dort im Himmel.“

Chamdamow arbeitet weiterhin als Bühnengestalter und Kostümdesigner unter anderem in Andrei Michalkow-Kontschalowskis Theaterproduktion „Onkel Wanja“, die 2009 Premiere hatte.
2010 wurde Chamdamows Film „Diamonds“ im Wettbewerbsprogramm des 67. Filmfestspiele von Venedig präsentiert.
2017 wurde sein Film „Meschok bes dna“ uraufgeführt. Der ursprüngliche Name lautet „Yachonts. Mord“. Das Drehbuch basiert auf der Geschichte von Ryūnosuke Akutagawas „Im Dickicht“.

## Anerkennung
- 1996 – Preisträger des russischen nichtstaatlichen Preises „Triumph“ auf dem Gebiet der Literatur und Kunst
- 2003 – Grand Prix „Kulturgut der Nation“[1]
- 2009 – Ehrenmitglied der Russischen Akademie der Künste[13][14]
- Mitglied der Gilde russischer Regisseure

Im Jahr 2003 wurde Chamdamow zum ersten russischen Künstler, dessen Werke zu Lebzeiten in die zeitgenössische Sammlung der Eremitage aufgenommen wurden.
Chamdamows Kunstwerke sind in der Sammlungen der Staatlichen Tretjakow-Galerie, des Zimmerli Art Museums der Rutgers University (USA), des Städtischen Kunstmuseums und Gemeinde-Pinakothek (MAR – Museo d’Arte della città e Pinacoteca Comunale) von Ravenna (Italien) sowie in zahlreichen Privatsammlungen auf der ganzen Welt zu sehen.

## Filmografie
- 1967 – W gorach mojo serdze[17]
- 1972–1974 – Netschajannyje radosti (unvollendet)[18]
- 1991 – Anna Karamazoff[19]
- 1995–2006 – Wokalnyje paralleli[20]
- 2010 – Diamanten[21]
- 2017 – Meschok bes dna[22]

## Arbeiten als Bühnen- und Kostümbildner im Theater und Kino
- 2006 – Theaterstück „Nahlebnik“ auf der Bühne des Majakowski-Theaters (Regie: Iwan Popowski, ausführende Bühnenbildnerin Viktoria Kruchinina)
- 2006 – Theaterstück „Antigone“ Sophokles auf der Bühne des Taganka-Theater, (Regie: Juri Lyubimov) Premiere am 23. April[23]
- 2007 – Theaterstück „Verstand schafft Leiden“ auf der Bühne des Taganka-Theater (Regie: Juri Lyubimov) Premiere am 30. September[24]
- 2008 – Theaterstück „Das Schloss“ Franz Kafka auf der Bühne des Taganka-Theater (Regie: Juri Lyubimov) Premiere am 23. April[25]
- 2009 – Theaterstück „Märchen“ Andersen, Wilde, Dickens auf der Bühne des Taganka-Theater (Regie: Juri Lyubimov) Premiere am 23. April[26]
- 2010 – Kinofilm „Der Nussknacker“